# Degerträsket (Jörns socken, Västerbotten)
Degerträsket är en sjö i Skellefteå kommun i Västerbotten och ingår i Kågeälvens huvudavrinningsområde. Sjön har en area på 1,58 kvadratkilometer och ligger 216,9 meter över havet. Sjön avvattnas av vattendraget Degerträskån.

## Delavrinningsområde
Degerträsket ingår i det delavrinningsområde (723217-171976) som SMHI kallar för Utloppet av Degerträsket. Medelhöjden är 238 meter över havet och ytan är 7,48 kvadratkilometer. Räknas de 3 avrinningsområdena uppströms in blir den ackumulerade arean 94,12 kvadratkilometer. Degerträskån som avvattnar avrinningsområdet har biflödesordning 2, vilket innebär att vattnet flödar genom totalt 2 vattendrag innan det når havet efter 69 kilometer. Avrinningsområdet består mestadels av skog (63 procent). Avrinningsområdet har 1,65 kvadratkilometer vattenytor vilket ger det en sjöprocent på 22,1 procent.